# Illéssy István
Illéssy István (Mátészalka, 1948. január 1. –) magyar népművelő, szociológus, politikus. 1990 és 1994 között a rendszerváltás utáni első Országgyűlés képviselője.

## Életpályája
Gyerekkorában költözött családjával Dunaújvárosba. 1962 és 1966 között a Kerpely Antal Kohó- és Gépipari Techmikumban tanult, majd kezdett el dolgozni fenolkezelőként a Dunai Vasműben, 1967 és 1970 között pedig a budapesti Felsőfokú Villamosipari Technikumban végezte tanulmányait. Ezt követően teljesítette sorkatonai szolgálatát, majd villanyszerelő volt a Vasműben. Közben megkezdte egyetemi tanulmányait az Eötvös Loránd Tudományegyetem (ELTE) Bölcsészettudományi Kar magyar–népművelés szakán, ahol 1978-ban szerzett diplomát. 1975-ben távozott a Vasműből és népművelőként tevékenykedett. 1980-ban a 26. számú Állami Építőipari Vállalat oktatási vezetőjévé nevezték ki. Emellett 1985-ben az ELTE-n szociológusi oklevelet is szerzett. 1986 és 1995 oktatott adjunktusként a Nehézipari Műszaki Egyetem Kohó- és Gépipari Műszaki Főiskolai Karán (ma: Dunaújvárosi Főiskola), ahol szociológiai és politikaelméleti kurzusokat indított. Kutatási területe a gazdaságszociológia. 1995 és 2007 között a dunaújvárosi ipari parkot és technológiai központot üzemeltető Innopark Kht. ügyvezetője volt.

### Közéleti pályafutása
1988-ban alapító tagja volt a Magyar Demokrata Fórum (MDF) dunaújvárosi szervezetének. Az 1990-es országgyűlési választáson a párt egyéni képviselőjelöltjeként szerzett mandátumot (Fejér megye 3. választókerület). A rendszerváltás utáni első Országgyűlésben 1992-ig az önkormányzati, közigazgatási, belbiztonsági és rendőrségi bizottság, majd 1994-ig a gazdasági bizottság tagja volt. Utóbbinak 1993–94-ben alelnöki tisztét is betöltötte. Az 1994-es magyarországi országgyűlési választáson nem szerzett mandátumot. Az őszi önkormányzati választáson az MDF, a Fidesz és a Kereszténydemokrata Néppárt polgármesterjelöltje volt. 1994 és 2002 között önkormányzati képviselő volt. 1996-ban kilépett az MDF-ből és a Szabó Iván által alapított Magyar Demokrata Néppárt tagja lett. 1998-ban a párt országgyűlési, 2002-ben polgármesterjelöltje Dunaújvárosban. Ezt követően távozott az MDNP-ből. A párt 2005-ben fuzionált az MDF-fel, de Illéssy nem lépett vissza egykori pártjába. A közéletbe 2014-ben tért vissza, amikor belépett a Lehet Más a Politika nevű pártba, amelynek dunaújvárosi képviselőjelöltje a országgyűlési választáson.

## Művei
- Constitutional consequences of the EU membership; szerk. Illéssy István; University of Pécs Faculty of Law, Pécs, 2005